# Панінський район
Панінський район (рос. Панинский район) — адміністративна одиниця на півночі Воронезької області Росії.
Адміністративний центр — смт Паніно.

## Географія
Панінський район розташований в північно-східній частині Воронезької області, межує з Верхньохавським, Ертильським, Каширським, Аннинським, Бобровським Новоусманським районами області. Площа району — 1390 км².
Основні річки — Ікорець, Матреночка, Тойда, Битюг.

## Економіка
Район має чітко виражену сільськогосподарську спрямованість. Виробництвом сільськогосподарської продукції займаються 159 підприємств, з них: 12 великих (1 рибницьке) і 147 СФГ. В районі вирощують: зернові культури, цукровий буряк, соняшник.
Промисловість у районі представлена переробними підприємствами.